# آنتوان لاووازیه

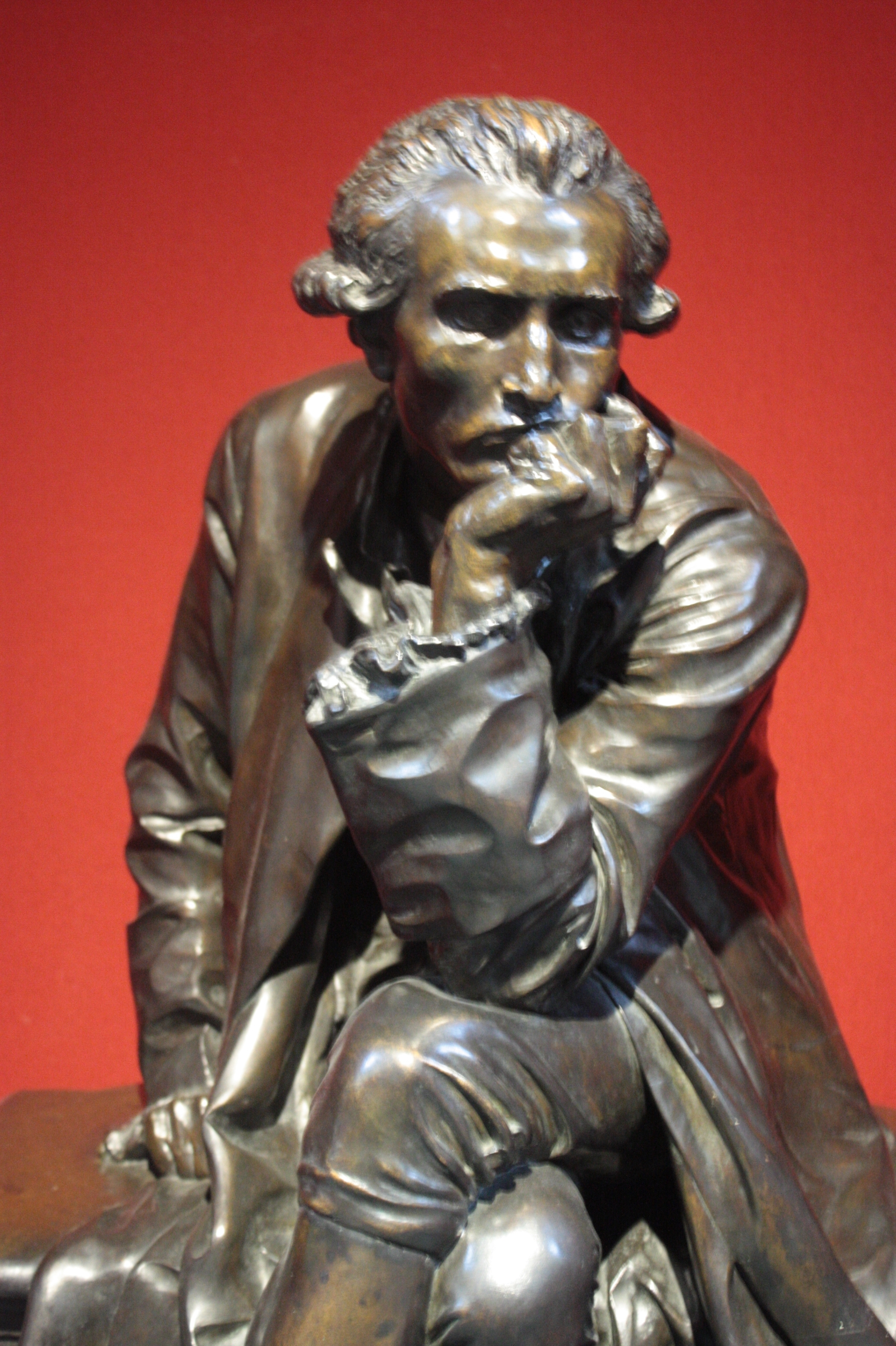
آنتوان لوران لاووازیه - ۱۸۶۶

آنتوان لوران لاووازیه (به فرانسوی: Antoine-Laurent de Lavoisier) (زاده ۲۶ اوت ۱۷۴۳ – اعدام ۸ مه ۱۷۹۴)، دانشمند فرانسوی و بنیان‌گذار شیمی نوین بود. وی نخستین کسی بود که ترازو را جهت سنجش و تحقیق در فعل و انفعال شیمیایی در آزمایشگاه وارد عمل کرد و تجربه و سنجش توأم با نتیجه‌گیری صحیح را پایه و اساس این علم قرار داد.

## زندگی
در ۲۶ اوت ۱۷۴۳ در پاریس از پدر و مادری ثروتمند و مرفه زاده شد. او زیر نظر استادانی قابل نجوم و گیاه‌شناسی و شیمی و زمین‌شناسی را به خوبی فرا گرفت. پس از اتمام دورهٔ حقوق بار دیگر به علوم گرایید و ۳ سال بعد در آن هنگام که جوانی ۲۵ ساله بود به عضویت فرهنگستان سلطنتی علوم برگزیده شد.

## فعالیت‌های علمی

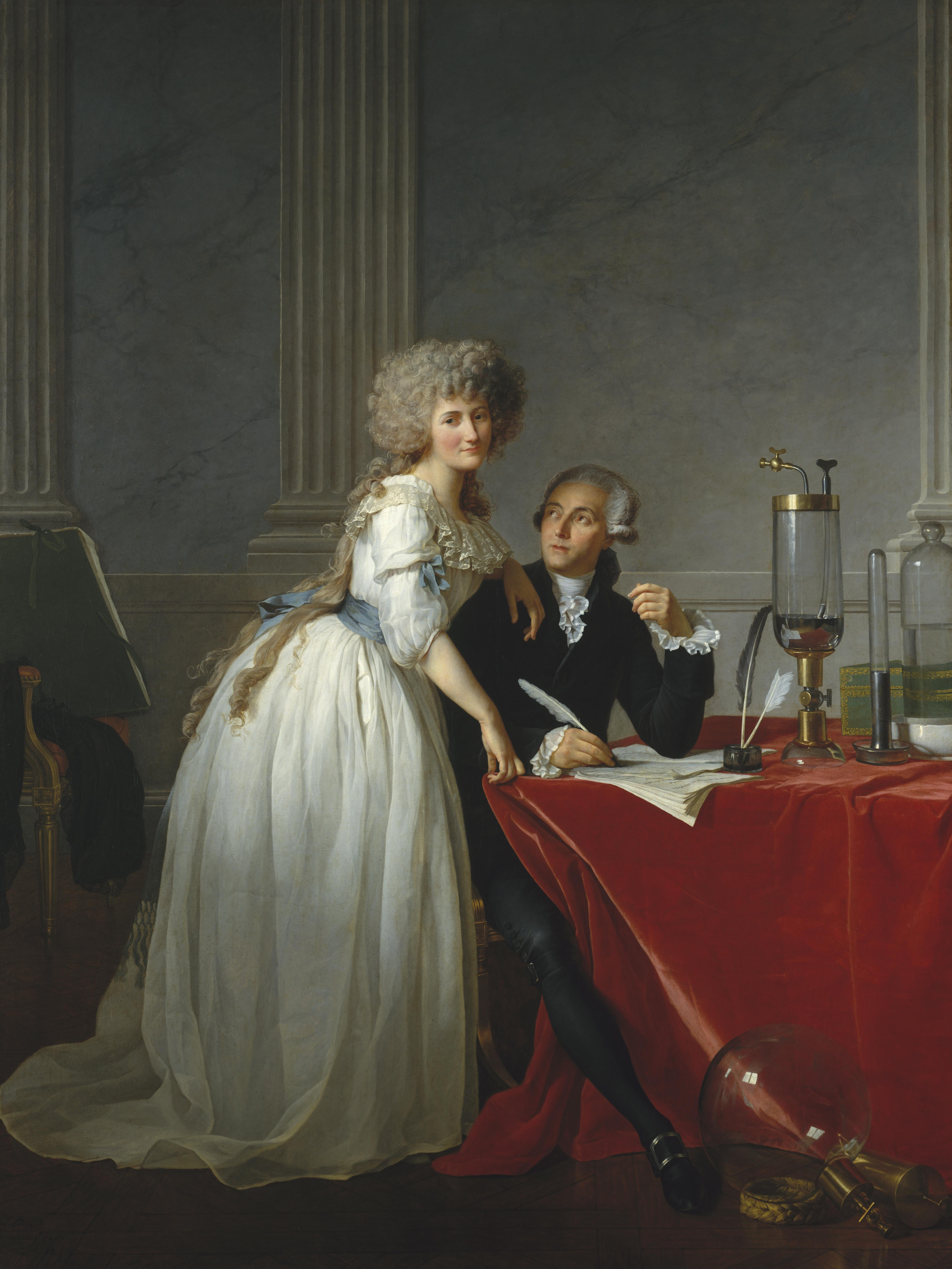
پُرتره‌ای از آنتوان لاووازیه و همسرش، نام اثری از ژاک لوئی داوید، نقاش بنام فرانسوی به سال ۱۷۸۸ میلادی است. این اثر اکنون در موزه متروپولیتن نیویورک نگه‌داری می‌شود.

قبل از او دانشمندان شیمی در مورد سوختن، عقیده داشتند که هر جسم سوختنی دارای ماده‌ای است نامرئی به نام «فلوژیستن» و چون جسم مشتعل شود این ماده از آن خارج می‌شود. هر چه جسم بیشتر قابل اشتعال باشد مقدار بیشتری از این ماده دربردارد و شعله همان فلوژیستن است که از جسم متصاعد می‌گردد. به موجب این نظریه در دوران قدیم معتقد بودند که وقتی جسمی در هوا می‌سوزد سبک‌تر می‌شود زیرا ماده فلوژیستن آن خارج می‌گردد. این نظریه نادرست سراسر قرن ۱۸ را به کلی مسموم ساخته بود و حتی دانشمندان بزرگ نیز بدان اعتقاد داشتند چنان‌که پریستلی هنگامی که گاز اکسیژن را برای نخستین بار تهیه نمود آن را «آتش هوا» نام نهاد.
لاوازیه امکان درک و شناخت عناصر گازی شکل را فراهم کرد. در دوران سلطه نظریه آتش‌زایی (نظریه‌ای که در بالا ذکر شد) وسایل تجربی زیادی فراهم آمده بود که سبب دگرگونی‌های انقلابی در شیمی شدند. بیشترین اعتبار این تحولات مدیون زحمات لاووازیه است که درک درستی از اکسیژن را میسر کرد. انگلس نوشت که:

لاووازیه می‌توانست نقطه مقابل و ضد فلوژیستون افسانه‌ای را در اکسیژنی که پریستلی به دست آورده بود بیابد و در نتیجه قادر بود کل نظریه آتش‌زایی را از پا درآورد اما این کار نمی‌توانست نتایج تجربی حاصل از پذیرفتن آتش‌زاها را از بین ببرد. برعکس آن نظریات پابرجا بودند و فقط ترتیب بیانشان وارونه شده بود و از کلمه فلوژیستیک به عباراتی که اکنون در زبان شیمی اعتبار دارند برگردانده شده بود و بنابراین اعتبارشان حفظ شده بود.

راه لاووازیه برای کشف اکسیژن خیلی مستقیم‌تر از راه کشف دیگر عنصرها بود. در آغاز این دانشمند فرانسوی نیز گرایش به نظریه آتشزایی داشت ولی هر چه بیش‌تر پیش می‌رفت، بیشتر از آن نظریه کناره می‌گرفت. در اول نوامبر سال ۱۷۷۲ شرح تجربیاتش در زمینه احتراق ترکیبات مختلف در هوا را به این ترتیب پایان بخشید که گفت: وزن همه مواد و از جمله فلزات بر اثر احتراق و سوختن افزایش می‌یابد. نظر به اینکه چنین واکنش‌ها نیاز به مقدار زیادی هوا داشتند. لاووازیه نتیجه‌گیری دیگری هم کرد و گفت: هوا مخلوطی از گازهای با خواص گوناگون است که در حین سوختن مواد، قسمتی از آن با ماده سوزنده ترکیب می‌شود. در آغاز لاووازیه این جزء از هوا را مشابه هوای ثابت بلاک تلقی کرد ولی به زودی متوجه شد که آن قسمت از هوا که با مواد در هنگام سوختن ترکیب می‌شود مناسب‌ترین جزء هوا برای تنفس است به این ترتیب لاوازیه رو در روی اکسیژن قرار گرفت ولی از اعلام کشف گاز جدید خودداری کرد چون می‌خواست چند تجربه تکمیلی انجام دهد.
در اکتبر سال ۱۷۷۴ پریستلی کشف خود را به لاووازیه گزارش کرد و این گزارش مفهوم واقعی کشف لاووازیه را برای خودش روشن کرد وی بلافاصله به تجربه با اکسید قرمز جیوه که مناسبترین مولد اکسیژن بود پرداخت. در آوریل ۱۷۷۵ لاووازیه گزارشی تحت عنوان یادداشتی دربارهٔ طبیعت ماده‌ای که هنگام سوختن فلزات با آن‌ها ترکیب می‌شود و سبب افزایش وزن تولید شده می‌شود، به آکادمی علوم فرانسه داد.
در واقع این کشف اکسیژن بود. لاووازیه نوشت که این نوع هوا را پریستلی و شیل و خودش تقریباً به‌طور هم‌زمان کشف کرده‌اند. ابتدا وی آن را مناسب‌ترین هوا برای تنفس نامید ولی بعد نامش را هوای زندگی بخش یا توان‌بخش گذاشت.

به این ترتیب ملاحظه می‌شود که لاووازیه با درکی که از طبیعت اکسیژن کرده بود تا چه اندازه برهم‌زمانانش پیشی گرفت. در مرحله بعدی دانشمند مزبور به این نتیجه رسید که مناسب‌ترین هوا برای تنفس یکی از مواد بنیانی در ساخت اسیدهاست یعنی مهم‌ترین قسمت همه اسیدهاست. بعدها معلوم شد که این اعتقاد اشتباه بوده‌است (وقتی اسیدهای بدون اکسیژن هالوژنه تهیه شدند). ولی در سال ۱۷۷۹ لاووازیه اندیشید که این خاصیت را در نام گاز کشف شده بگنجاند و از آن پس این عنصر را اکسیژن نامید که از کلمه یونانی به معنی «اسیدساز» گرفته شده‌است. انگلس نوشته‌است: 

پریستلی و شیل بدون اینکه بدانند دست روی اکسیژن گذاشته‌اند، آن را تهیه کردند و گر چه لاووازیه همان گونه که بعدها اعتراف کرده‌است اکسیژن را هم‌زمان و مستقل از آن دو نفر تهیه نکرده بود، با توجه به این که آن دو نفر نمی‌دانستند چه چیزی را تهیه کرده‌اند لاووزایه را باید کاشف اکسیژن شناخت.

## اعدام توسط انقلابیون
از جمله خطراتی که که جان لاووازیه را به مخاطره انداخت و بیشتر جنبه سیاسی داشت، هنگام انقلاب بزرگ فرانسه در سال ۱۷۸۹ یعنی در آن هنگام که انقلابی‌ها زمام امور پاریس را در دست داشتند رخ داد. لاووازیه رساله معروفی دربارهٔ اقتصاد سیاسی موسوم به ثروت‌های زیرزمینی فرانسه به رشته تحریر درآورد. لاووازیه را به علت نشر این رساله با عنوان «ثروت‌های زیرزمینی» و همچنین اینکه لاووازیه خزانه‌دار لوئی شانزدهم بود (و از قضا سیاست‌های اقتصادیش به پایداری نسبی اقتصاد فرانسه کمک کرده بود) همچون ده‌ها هزار فرد بی‌گناه دیگر به اعدام با گیوتین محکوم کردند. این کتاب یکی از مهم‌ترین کتبی است که در مبحث اقتصاد نوشته شده‌ است. سرانجام آنتوان لاووازیه در سال ۱۷۹۴ در حالی که ۵۱ سال داشت در دادگاه انقلابی به ریاست ژان باتیست کوفن هال به جرم خیانت به ملت همراه چند تن دیگر تسلیم تیغه گیوتین شد .
اما تیغهٔ گیوتین هم نمی‌توانست جلوی روحیهٔ کنجکاو لاووازیه را بگیرد. افسانه ای نقل می شود به این مضمون که لاووازیه به شاگردهایش گفته است: «احتمالا جایگاه حواس و شعور انسان می‌بایست در سر انسان باشد بنابراین پس از جدا شدن سر از بدن احتمالا باید تا چند لحظه هنوز حواس و هشیاری فرد کار بکند، شما پس از اینکه سر من به وسیله گیوتین قطع شد فورا آن را روی دست بالا بگیرید، من شروع به پلک زدن می‌کنم و شما تعداد پلک زدن‌های مرا بشمارید تا زمان تقریبی از بین رفتن هشیاری و مرگ کامل به دست بیاید!» و شاگردهای لاووازیه  این کار را انجام دادند. پس از اینکه لاوازیه اعدام شد سرش را روی دست گرفتند و لاوازیه بیش از ۱۰ بار پلک زد. بعید است که این داستان واقعی باشد.
پس از مرگ لاووازیه لاگرانژ گفت: «تنها یک لحظه از زمان، صرف بریدن سر لاوازیه شد اما شاید صد سال زمان لازم باشد تا کسی مانند او زاده شود.»